# Sven Otto Åkerlund
Sven Otto Åkerlund, född 20 mars 1837 i Lund, död 6 december 1928 i Lund, var en svensk färgeriidkare och sparbanksdirektör. Han var far till Sven Åkerlund. 
Åkerlund var verksam som köpman och färgeriidkare i Lund 1861–1889. Han var ledamot av styrelsen för Sparbanken i Lund 1879–1909 och verkställande direktör för denna bank 1903–1909. Han blev ledamot av styrelsen för Sydsvenska kreditaktiebolagets kontor där 1906 och var dess ordförande 1907–1916. Han var ledamot av Lunds stadsfullmäktige 1869–1906. Åkerlund är begraven på Norra kyrkogården i Lund.